# 18155 Jasonschuler
18155 Jasonschuler este un asteroid din centura principală de asteroizi.

## Descriere
18155 Jasonschuler este un asteroid din centura principală de asteroizi. A fost descoperit pe 1 august 2000 la Socorro, New Mexico, în cadrul proiectului LINEAR. Asteroidul prezintă o orbită caracterizată de o semiaxă mare de 2,55 ua, o excentricitate de 0,19 și o înclinație de 4,5° în raport cu ecliptica.